# 광주 백련암 부도
광주 백련암 부도(廣州 白蓮庵 浮屠)는 대한민국 경기도 광주시 도척면 추곡리, 백련암에 있는 승탑이다. 1984년 9월 12일 경기도의 문화재자료 제53호로 지정되었다.

## 개요
부도는 승려의 무덤을 상징하여 그 사리나 유골을 모셔두는 곳이다.
백련암에 자리하고 있는 이 부도는 네모난 바닥돌 위로 낮은 받침을 두고, 종 모양의 탑신(塔身)을 올린 모습이다. 바닥돌은 앞면에 풀꽃무늬를 새기고, 양 옆에는 안상(眼象)을 옅게 새겼다. 그 위의 받침에는 연꽃무늬를 두르고 있으며, 이와 닿아 있는 탑신의 아래에도 대칭되는 연꽃무늬를 조각하여 장식하였다. 꼭대기에는 둥근 받침대 위로 작은 규모의 머리장식이 얹혀 있는데, 받침대에는 줄지어 있는 구슬무늬가 둘러져 있고, 머리장식은 꽃봉오리 모양을 하고 있다.
조선시대에 세운 것으로, 당시에 유행하던 종모양의 부도 모습을 잘 보여준다.

## 참고 문헌
- 추곡리백연암부도 - 국가유산청 국가유산포털